# Ле Куппе, Феликс
Феликс Ле Куппе (фр. Félix Le Couppey; 14 апреля 1811, Париж — 4 июля 1887, Париж) — французский музыкальный педагог, пианист и композитор.

## Биография
Поступил в Парижскую Консерваторию в возрасте 17-и лет и вскоре после этого стал ассистентом преподавателя гармонии.
Окончил Парижскую консерваторию (1825) по классу Виктора Дурлена.
С 1837 года — профессор сольфеджио, в 1843 году сменил своего учителя Дурлена во главе класса гармонии, с 1854 года — профессор фортепиано. Среди его учеников, в частности, Сесиль Шаминад, Мари Леонтина Борд-Пен, Каролина Монтиньи-Ремори. 
Автор множества этюдов, пьес и других методических и учебных сочинений для фортепиано. Его работы включают «Последовательный курс игры на фортепиано» в нескольких частях, «Прогресс», «Беглость», «Стиль», «Сложности». Лекуппе принадлежат «Школа механизма для фортепиано», «Искусство игры на фортепиано», «Методика обучения игре на фортепиано» и др.